# グレプ・スヴャトスラヴィチ (ブリャンスク公)
グレプ・スヴャトスラヴィチ（ロシア語: Глеб Святославич、? - 1340年12月6日）は、ブリャンスク公スヴャトスラフの子である。ブリャンスク公（在位：1333年 - 1340年）。

## 生涯
1333年、ジョチ・ウルス軍と共に、スモレンスクにおいてブリャンスク公ドミトリー(ru)を攻撃するが敗北した。なお、この戦いの後、ブリャンスク公ドミトリーとスモレンスク公イヴァンとの間に和議が成立している。また同年イヴァンの支援によって、グレプはブリャンスク公位を獲得した。その後7年間、グレプはブリャンスク公国を統治した。
ブリャンスクのレートピシ（年代記）によると、キエフと全ルーシの府主教(ru)フェオグノスト(ru)の仲裁にもかかわらず、ブリャンスクのヴェーチェ（民会）によって、グレプは殺害されたと記されている。

## 子
グレプの子に関する史料は発見されていない。S.ヴェセロフスキー(ru)は、プスコフ公アレクサンドル(ru)はグレプの子であり、モスクワ大公国のボヤーレ（貴族）の家系であるフセヴォロジュ家(ru)もまたグレプの子孫とみなしているが、これについては異説もある。